# Тоні Сноу
Роберт Ентоні «Тоні» Сноу (англ. Robert Anthony «Tony» Snow; 1 червня 1955, Остін, Кентуккі — 12 липня 2008, Вашингтон) — американський журналіст, політичний оглядач, колумніст, ведучий, музикант і прессекретар Білого дому (2006–2007) під час президентства Джорджа В. Буша. Сноу також працював головним спічрайтером та заступником помічника у справах ЗМІ Джорджа Буша-старшого.